# 第33回全日本大学サッカー選手権大会
第33回全日本大学サッカー選手権大会は1984年11月28日から12月1日にかけて開催された全日本大学サッカー選手権大会である。大阪商業大学が2年連続3回目の優勝を果たした。

## 概要
9地域の代表11校と総理大臣杯全日本大学サッカートーナメント優勝校が参加した。

### 大会日程
- 1984年11月28日 - 1回戦
- 1984年11月29日 - 準々決勝
- 1984年11月30日 - 準決勝
- 1984年12月1日 - 決勝、三位決定戦

### 開催競技場
- 西が丘サッカー場（準決勝・決勝）
- 大井競技場（1回戦・準々決勝）
- 等々力陸上競技場（1回戦・準々決勝）

## 出場大学
- 大阪商業大学（総理大臣杯優勝・5年連続16回目）
- 札幌大学（北海道代表・17年連続17回目）
- 仙台大学（東北代表・3年ぶり7回目）
- 国士舘大学（関東第1代表・2年ぶり3回目）
- 順天堂大学（関東第2代表・2年連続2回目）
- 筑波大学（関東第3代表・2年連続14回目）
- 金沢大学（北信越代表・2年連続11回目）
- 愛知学院大学（東海代表・2年ぶり6回目）
- 京都産業大学（関西第2代表・11年ぶり2回目）
- 岡山大学（中国代表・2年ぶり3回目）
- 高知大学（四国代表・11年ぶり2回目）
- 九州産業大学（九州代表・3年ぶり16回目）

## 試合日程・結果

### 1回戦
| 1984年11月28日 |

| 仙台大学            | 4 - 2 | 岡山大学 |
| 藤 · 竹谷 · 沖館2 , |       | 川井2 ,  |

| 大井競技場 |

| 1984年11月28日 |

| 高知大学 | 0 - 2 | 九州産業大学 |
|          |       | 細田 · 梅田  |

| 大井競技場 |

| 1984年11月28日 |

| 愛知学院大学                         | 4 - 3 延長 | 筑波大学       |
| 鈴木4 前6分, 後10分, 後37分, 延後5分 |            | 坂元2 , · 浄見 |

| 等々力陸上競技場 |

| 1984年11月28日 |

| 札幌大学    | 2 - 1 | 金沢大学 |
| 菅原 · 原子 |       | 今村     |

| 等々力陸上競技場 |

### 準々決勝
| 1984年11月29日 |

| 大阪商業大学       | 3 - 0 | 仙台大学 |
| 梶居 · 望月 · 佐藤 |       |          |

| 大井競技場 |

| 1984年11月29日 |

| 九州産業大学 | 1 - 2 | 順天堂大学    |
| 梅田         |       | 平川 · 海老原 |

| 大井競技場 |

| 1984年11月29日 |

| 京都産業大学 | 1 - 2 | 愛知学院大学  |
| 田村         |       | 森島勉 · 鈴木 |

| 等々力陸上競技場 |

| 1984年11月29日 |

| 札幌大学 | 1 - 2 | 国士舘大学        |
| 自殺点   |       | 石田 前0分 · 及川 |

| 等々力陸上競技場 |

### 準決勝
| 1984年11月30日 |

| 大阪商業大学 | 0 - 0 延長 (PK 6-5) | 順天堂大学 |
|              |                     |            |

| 西が丘サッカー場 |

| 1984年11月30日 |

| 愛知学院大学 | 0 - 1 | 国士舘大学  |
|              |       | 石田 後22分 |

| 西が丘サッカー場 |

### 三位決定戦
| 1984年12月1日 |

| 順天堂大学 | 0 - 1 | 愛知学院大学 |
|            |       |              |

| 西が丘サッカー場 |

### 決勝
| 1984年12月1日 |

| 大阪商業大学 | 1 - 0 | 国士舘大学 |
| 蒲原 前39分  |       |            |

| 西が丘サッカー場 |

## 最終結果
| 第33回全日本大学サッカー選手権大会 優勝チーム |
| --------------------------------------------- |
| 大阪商業大学 2年連続3回目                     |

## 主な出場選手
- 本並健治（大阪商業大学）
- 望月聡（大阪商業大学）
- 梶居勝志（大阪商業大学）
- 柱谷哲二（国士舘大学）
- ミッシェル（国士舘大学）
- 佐々木雅尚（国士舘大学）
- 簔口祐介（国士舘大学）
- 松永成立（愛知学院大学）
- 堀池巧（順天堂大学）
- 平川弘（順天堂大学）
- 浅岡朝泰（筑波大学）
- 保坂孝（筑波大学）
- 倉田安治（筑波大学）